# کرنن
کرنن (به آلمانی: Kernen im Remstal) یک شهر در آلمان است که در رمس-مور واقع شده‌است. کرنن ۱۵٬۲۹۳ نفر جمعیت دارد.

## خواهرخوانده
شهرهای Saint-Pierre-d'Albigny، Saint-Rambert-d'Albon، Masvingo و دمبوور خواهرخوانده‌های کرنن هستند.